# Asociación Mundial de Futsal
Asociación Mundial de Futsal (A.M.F.) este o federație pentru promoția futsal-ului fondată în decembrie 2002 la Asunción în Paraguay.

## Istoria
AMF este o entitate ce s-a născut după o perioadă tulbure în lumea futsal-ului: la sfârșitul anilor 1980, FIFA începuse s-ă publicizeze propria sa versiune de futsal, diferită de cea originală jucată în țările Sud-Americane cu reguli codificate în anii 1950 și facute proprie de Federación Internacional de Fútbol de Salón (FIFUSA) în 1971.
FIFA reușise s-ă găsească un acord cu FIFUSA, asorbind-o în 1989, asta cauzând protest din partea țărilor din America de Sud, ce se bazau pe modelul din urmă acestui sport.

## Federații înscrise
- Futsal and Beach Soccer Germany ( Germana)
- FEFUTSAL Antillas Holandesas ( Antilele Olandeze)
- Association Algérienne de Futsal ( Algeria)
- Confederación Argentina de Futsal ( Argentina)
- Federashon Futbol di Sala (FEFUSA) ( Aruba)
- Futsal Australia ( Australia)
- Association Belge Football en Salle ( Belgia)
- Federación Boliviana de Fútbol de Salón ( Bolivia)
- Confederação Nacional de Futebol de Salão ( Brazilia)
- Futsal Canadá ( Canada)
- Federació Catalana de Futbol Sala ( Catalonia)
- Asociación Deportiva de Futbol Sala Chile ( Chile)
- Federación Colombiana de Fútbol de Salón ( Columbia)
- Federación Costaricense de Fútbol de Salón (FECOFUS) ( Costa Rica)
- IFS - Indoor Football Scandinavia ( Danemarca /  Norvegia /  Suedia)
- Federación Ecuatoriana de Fútbol de Salón ( Ecuador)
- Confederación Nacional de Federaciones Autonómicas de España ( Spania)
- Provence Alpes Côtes d'Azur ( Franța)
- Persatuan Olahraga Futsal Indonesia-POFI ( Indonezia)
- Federazione Italiana Futsal ( Italia)
- Federación Mexicana de Futsal ( Mexic)
- Federación Paraguaya de Fútbol de Salón ( Paraguay)
- Asociación Peruana de Futsal ( Peru)
- Asociación Puertorriqueña de Fútbol de Salón ( Puerto Rico)
- Association Congolaise de Futsal ( Republica Congo)
- St.Helena Nacional Futsal Association ( Sfânta Elena)
- Federación Uruguaya de Futsal ( Uruguay)
- U.S.Court Soccer Federation ( Statele Unite ale Americii)
- Federación Venezolana de Fútbol de Salón ( Venezuela)